# Bethany Antonia
Bethany-Antonia Clarke (Birmingham, 25 de diciembre de 1997), más conocida como Bethany Antonia, es una actriz británica. Hizo su debut cinematográfico en la película Pin Cushion (2017). En televisión es conocida por sus papeles en la serie de la BBC iPlayer, Get Even (2020) y la serie de Netflix Stay Close (2021).

## Biografía
Bethany Antonia nació el 25 de diciembre de 1997 en Quinton, una zona residencial y barrio de Birmingham (Inglaterra), a menos de ocho kilómetros al oeste del centro de la ciudad. Sus padres son de origen jamaicano. Cuando tenía seis años, su familia se mudó a una ciudad del sur de Francia llamada Sablons Sur antes de regresar a Birmingham cuando tenía once. Allí asistió al Perryfields High School y luego a Birmingham Ormiston Academy para sexto curso. Adicionalmente asistió a clases en Adage Dance en Selly Oak —una zona industrial y residencial en el suroeste de Birmingham—, Spotlight Stage School y First Act Workshop. Escribió reseñas durante su tiempo con el British Youth Music Theatre.
Hizo su debut en la gran pantalla en 2017 en la película independiente británica Pin Cushion donde interpreta el papel de Chelsea. Ese mismo año actuó en un episodio de la telenovela británica Doctors. En 2020, tuvo un papel protagonista en la serie de suspenso de televisión web británica Get Even, de la BBC iPlayer. La serie está basada en la novela homónima de literatura juvenil de Gretchen McNeil. Interpreta el papel de Margot Rivers, una chica que juega a videojuegos en su tiempo libre y tiene pocos amigos en la escuela. Al año siguiente participó en la serie británica de drama criminal, Stay Close, basada en la novela de Harlan Coben de 2012 del mismo título.
Desde 2022 interpreta el personaje de lady Baela Targaryen, también conocida como Baela Velaryon, la primogénita del príncipe Daemon Targaryen y lady Laena Velaryon, en la serie de HBO La casa del dragón, una precuela de Juego de tronos que se estrenó el 21 de agosto de 2022. La acción tiene lugar unos 200 años antes de los eventos relatados en Juego de Tronos, concretamente 172 años antes del nacimiento de Daenerys Targaryen, y trata específicamente sobre las consecuencias de la guerra conocida como la Danza de los Dragones.Volvió a interpretar el mismo personaje en la segunda temporada de la serie que se estrenó el 16 de junio de 2024.
En 2023 se estrenó la miniserie Nolly, sobre la vida de Noele Gordon, apodada Nolly, la estrella de la telenovela británica Crossroads, una de las personas más famosas de Gran Bretaña antes de ser expulsada del programa sin previo aviso. Donde Bethany interpreta el papel de Poppy Ngomo.

## Filmografía

### Cine
| Año  | Título               | Papel               | Notas                     | Ref. |
| ---- | -------------------- | ------------------- | ------------------------- | ---- |
| 2017 | Pin Cushion          | Chelsea             |                           |      |
| 2021 | There's Always Hope  | Pen                 |                           |      |
| 2023 | The Velveteen Rabbit | Conejo hembra (voz) | Cortometraje de animación |      |

### Televisión
| Año           | Título                 | Papel             | Notas                          | Ref.   |
| ------------- | ---------------------- | ----------------- | ------------------------------ | ------ |
| 2017          | Doctors                | Jade Okonjo       | Episodio: «Blitz Spirit»       |        |
| 2018          | Stath Lets Flats       | Leanne            | Episodio: «It's a Manager Day» |        |
| 2020          | Get Even               | Margot Rivers     | Papel principal; 10 episodios  | [ 9 ]  |
| 2021          | Stay Close             | Kayleigh Shaw     | Miniserie; 8 episodios         | [ 20 ] |
| 2022-presente | La casa del dragón     | Baela Targaryen   | 9 episodios                    | [ 15 ] |
| 2023          | Nolly                  | Poppy Ngomo       | Miniserie; 3 episodios         | [ 19 ] |
| 2024          | Sentido y sensibilidad | Marianne Dashwood | Telefilme                      | [ 21 ] |

## Teatro
| Año  | Título                            | Papel      | Notas                 | Ref. |
| ---- | --------------------------------- | ---------- | --------------------- | ---- |
| 2013 | Peter Pan: The Never Ending Story | Lost Child | Arena Tour            |      |
| 2022 | Lava                              | Rach       | Soho Theatre, Londres |      |